# دیوید آکام
دیوید آکام (انگلیسی: David Accam؛ زادهٔ ۲۸ سپتامبر ۱۹۹۰) بازیکن فوتبال اهل غنا است.
از باشگاه‌هایی که در آن بازی کرده است می‌توان به باشگاه فوتبال نشویل، باشگاه فوتبال فیلادلفیا یونیون، باشگاه فوتبال هلسینگبورگس، باشگاه فوتبال شیکاگو فایر، باشگاه فوتبال اوسترشوندس، و باشگاه فوتبال کلمبوس کرو اشاره کرد.
وی همچنین در تیم ملی فوتبال غنا بازی کرده است.